# Leptomantispa pulchella
Leptomantispa pulchella är en insektsart som först beskrevs av Banks 1912.  Leptomantispa pulchella ingår i släktet Leptomantispa och familjen fångsländor. Inga underarter finns listade i Catalogue of Life.